# دریانورد (ترانه)
«دریانورد» (به آلمانی: Seemann)، ترانه‌ای از آلبوم قلب‌درد گروه آلمانی رامشتاین است. این ترانه در آوریل ۱۹۹۶ در قالب دومین تک‌آهنگ آلبوم قلب‌درد منتشر شد.

## آپوکالیپتیکا
گروه فنلاندی آپوکالیپتیکا با همراهی نینا هاگن در سال ۲۰۰۳ نسخهٔ جدیدی از ترانهٔ «دریانورد» را در آلبوم بازتاب‌ها منتشر کردند.